# Siegfried Stohr
Siegfried Stohr (Rimini, 1952. október 10.) olasz autóversenyző, az 1978-as olasz Formula–3-as bajnokság győztese.

## Pályafutása
1978-ban megnyerte hazája Formula–3-as bajnokságát.
1981-ben tizenhárom versenyen vett részt a Formula–1-es világbajnokságon. Stohr az Arrows alakulatánál szerepelt, ahol Riccardo Patrese volt a csapattársa. Mindössze kilenc alkalommal tudta magát kvalifikálni a futamokra is. Pontot egy alkalommal sem szerzett, legjobb eredménye a holland nagydíjon elért hetedik helyezés volt.

## Eredményei

### Teljes Formula–1-es eredménylistája
| Év   | Csapat             | Modell    | Motor       | 1      | 2      | 3     | 4      | 5      | 6      | 7      | 8      | 9      | 10     | 11     | 12    | 13     | 14  | 15  | Helyezés | Pont |
| ---- | ------------------ | --------- | ----------- | ------ | ------ | ----- | ------ | ------ | ------ | ------ | ------ | ------ | ------ | ------ | ----- | ------ | --- | --- | -------- | ---- |
| 1981 | Arrows Racing Team | Arrows A3 | Cosworth V8 | USW Nk | BRA Ki | ARG 9 | SMR Nk | BEL Ki | MON Ki | ESP Ki | FRA Nk | GBR Ki | GER 12 | AUT Ki | NED 7 | ITA Nk | CAN | CPL | –        | 0    |

## Külső hivatkozások
- Profilja a grandprix.com honlapon (angolul)
- Profilja a statsf1.com honlapon (angolul)
- Profilja az f1rejets.com honlapon Archiválva 2011. június 5-i dátummal a Wayback Machine-ben (angolul)
- Profilja a driverdatabase.com honlapon (angolul)